# توماس تالبوت (سياسي)
توماس تالبوت هو سياسي كندي، ولد في 1818، وتوفي في 26 مارس 1901.